# Kokorycz wątła
Kokorycz wątła (Corydalis intermedia) – gatunek rośliny należący do rodziny makowatych.

## Rozmieszczenie geograficzne
Zwarty zasięg występowania obejmuje Europę Środkową i zachodnią część Skandynawii. Oprócz tego istnieją izolowane obszary występowania w Europie Południowej i Wschodniej. Przez Polskę przebiega wschodnia granica zasięgu. Gatunek ten jest w Polsce rzadki. Najliczniej występuje na Pomorzu Zachodnim, zachodniej części Pomorza Wschodniego, w Wielkopolsce, na Nizinie Śląskiej, na przedgórzu Sudetów i w Sudetach. Są jeszcze pojedyncze stanowiska na Wyżynie Małopolskiej. W Karpatach znany był tylko na dwóch stanowiskach, w ostatnich latach jednak nie odszukano go na nich.

## Morfologia
ŁodygaWzniesiona, rozgałęziona, naga, soczysta. Osiąga wysokość 7–20 cm. W dolnej części pokryta jest łuskowatymi liśćmi. Prawie zawsze z pachwiny liści wyrasta boczny pęd kwiatowy.
BulwaPełna, z włóknistymi korzeniami na samym dole.
LiścieDłoniasto złożone, składające się z 3 głęboko wciętych listków. Przysadki o innym kształcie – bez wcięć, jajowate o zaokrąglonych szczytach. Wszystkie liście nagie.
KwiatyZebrane w zbity 1–9 kwiatowy zwisły kwiatostan. Poszczególne liliowopurpurowe kwiaty wyrastają na krótkich szypułkach (co najmniej trzykrotnie krótszych od przysadki). Są to kwiaty grzbieciste z długą ostrogą. Mają długość 10–15 mm. Działki kielicha odpadają bardzo wcześnie, tak, że przeważnie nie obserwuje się ich na roślinie.
OwocTorebka o długości 9–25 mm osadzona na trzonku o długości 3–5 mm i zawierająca nasiona o długości ok. 2 mm.

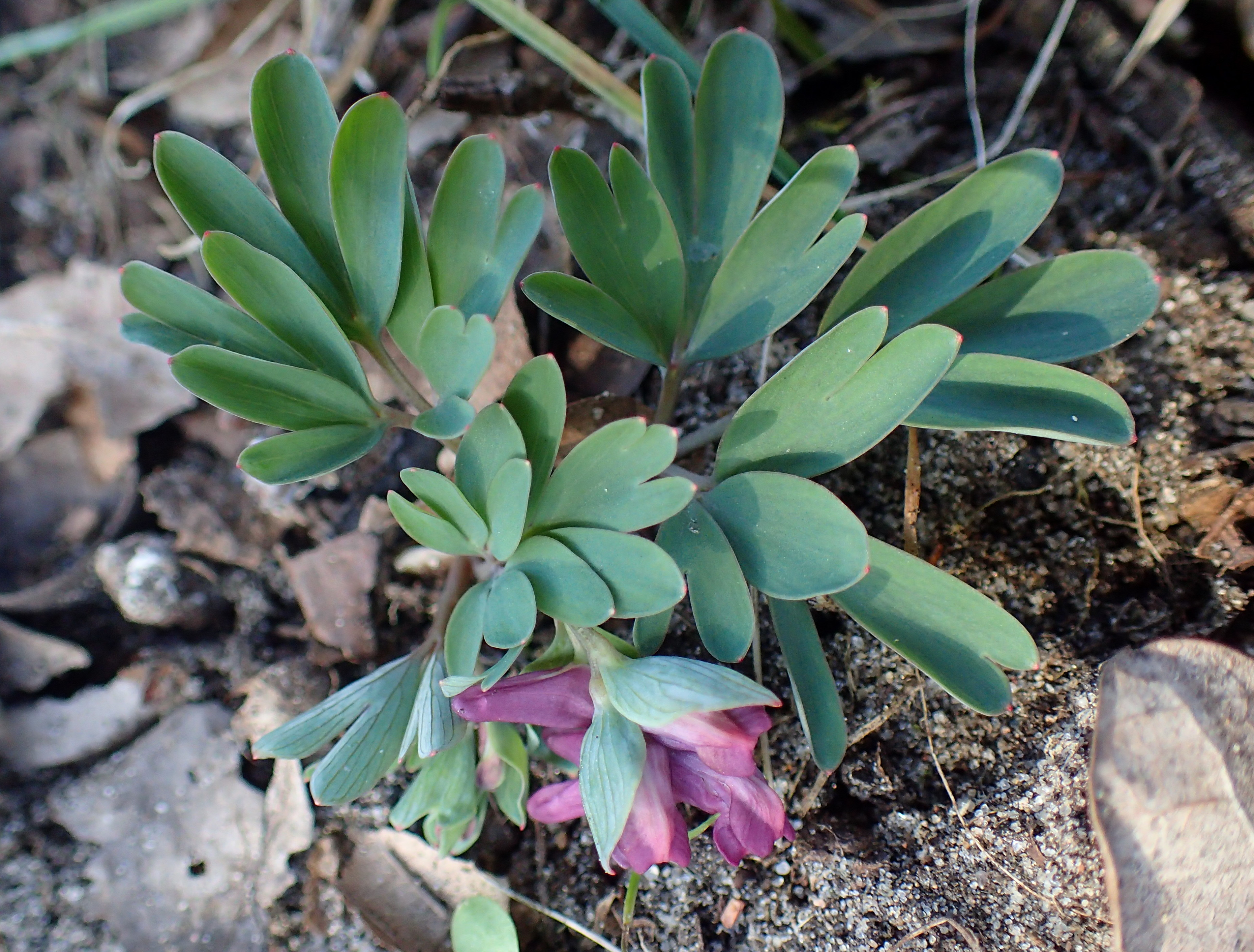
Pokrój
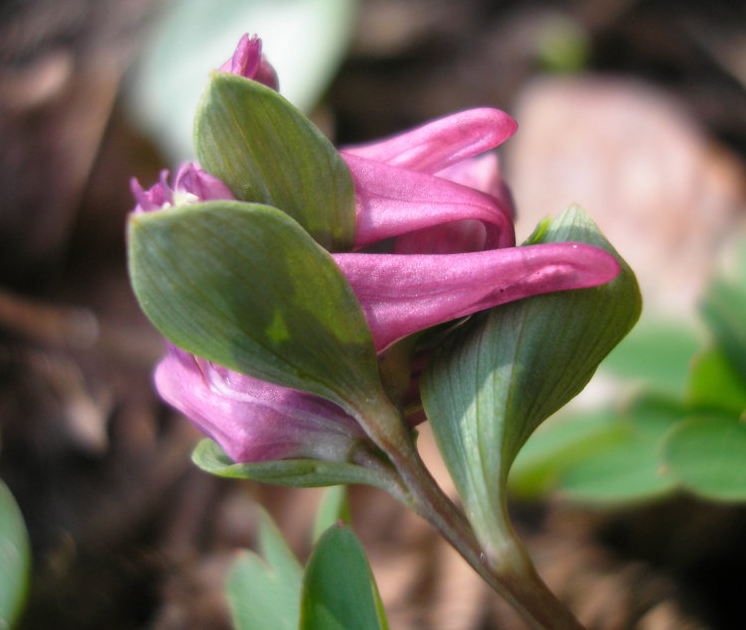
Kwiaty i przysadki
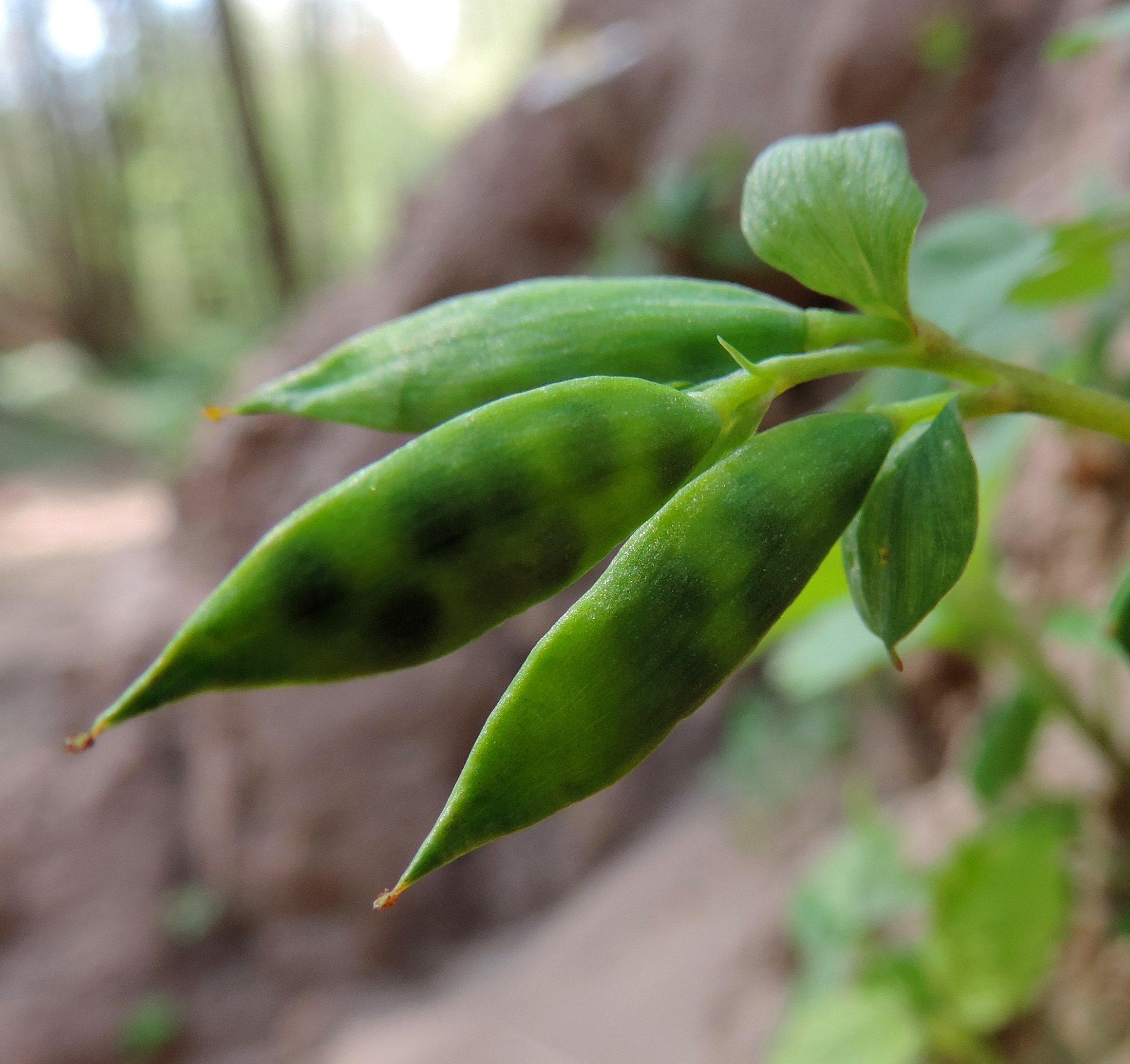
Torebki z nasionami

## Biologia i ekologia
Bylina, geofit. Kwitnie od marca do kwietnia, jest owadopylna. Rośnie w lasach liściastych i zaroślach. W klasyfikacji zbiorowisk roślinnych gatunek charakterystyczny dla O. Fagetalia. Liczba chromosomów 2n = 16.
Tworzy mieszańce z kokoryczą pełną.